# Felix Schumann (Triathlet)
Felix Vatlach-Schumann (* 11. Juni 1982 in Greifswald als Felix Schumann) ist ein deutscher Triathlet, der insbesondere im Cross-Triathlon (Xterra) erfolgreich ist. Er gewann unter anderem die Bronzemedaille bei den Xterra-Europameisterschaften 2008 sowie zweimal die Goldmedaille bei den Deutschen Meisterschaften im Cross-Triathlon (2007 und 2009).

## Werdegang
Der Tübinger begann seine Triathlonkarriere im Alter von zwölf Jahren. Ab 2005 studierte Schumann an der Universität Tübingen Medizin, wo er 2010 sein Staatsexamen ablegte. Im Februar 2011 begann er eine Tätigkeit als Assistenzarzt der Orthopädie an der Vulpiusklinik in Bad Rappenau.
2007 wurde er in Olbersdorf Deutscher Meister Cross-Triathlon und konnte sich diesen Titel 2009 zum zweiten Mal sichern.
Er trainiert zum Teil mit dem Roth-Sieger Michael Göhner. Schumann startet seit 2009 für den Deutschen Mannschaftsmeister des EJOT Team TV Buschhütten. Zu seinem Betreuer-Team gehört auch der Ernährungswissenschaftler Wolfgang Feil, der ihn insbesondere für die Weltmeisterschaften auf Hawaii nahrstoffmedizinisch eingestellt hat.
Schumann ist 1,79 Meter groß, bei einem Wettkampfgewicht von 68 Kilogramm. Im August 2013 gewann er in der Schweiz im Berner Oberland den Inferno Triathlon.
Seit 2015 tritt er nicht mehr international in Erscheinung.

## Sportliche Erfolge
| Datum/Jahr    | Rang | Wettbewerb                           | Austragungsort | Zeit     | Bemerkung                                                                                          |
| ------------- | ---- | ------------------------------------ | -------------- | -------- | -------------------------------------------------------------------------------------------------- |
| 27. Juli 2014 | 3    | HeidelbergMan                        | Heidelberg     | 02:01:47 | |
| 8. Juli 2012  | 11   | Challenge Roth                       | Roth           | 08:34:14 | |
| 6. Mai 2012   | 13   | Siegerland-Cup                       | Buschhütten    | 01:45:59 | |
| 5. Nov. 2011  | 10   | Ironman Florida                      | Panama City    | 08:35:08 | |
| 10. Juli 2011 | 4    | Challenge Roth                       | Roth           | 08:18:05 | |
| 29. Mai 2011  | 4    | Citytriathlon Heilbronn              | Heilbronn      | 03:06:46 | hinter dem Sieger Andreas Böcherer                                                                 |
| 1. Aug. 2010  | 1    | HeidelbergMan                        | Heidelberg     |          | Der Bewerb musste als Duathlon ausgetragen werden.                                                 |
| 6. Juni 2010  | 5    | Challenge Kraichgau                  | Kraichgau      | 04:00:04 | [ 4 ]                                                                                              |
| 6. Dez. 2009  | 5    | Laguna Phuket Triathlon              | Phuket         | 02:36:43 | Bester Deutscher                                                                                   |
| 3. Aug. 2009  | 2    | HeidelbergMan                        | Heidelberg     |          | |
| 2009          | 2    | BASF Triathlon-Cup Rhein-Neckar      | Deutschland    |          | Zweiter in der Gesamtwertung (Cup-Wertung mit Ergebnissen aus vier Rennen) hinter Sebastian Kienle |
| 27. Juli 2008 | 3    | HeidelbergMan                        | Heidelberg     |          | |
| 6. Mai 2007   | 15   | Siegerland-Cup                       | Buschhütten    | 01:48:30 | [ 6 ]                                                                                              |
| 21. Juli 2007 | 2    | DTU Deutsche Meisterschaft Triathlon | Immenstadt     | 04:14:58 | Deutscher Vize-Meister über die Mitteldistanz beim Allgäu Triathlon                                |

| Datum/Jahr    | Rang | Wettbewerb                                         | Austragungsort  | Zeit         | Bemerkung |
| ------------- | ---- | -------------------------------------------------- | --------------- | ------------ | --- |
| 19. Juli 2015 | 7    | ETU TNatura Cross Triathlon European Championships | Schluchsee      | 02:37:06     | 1,5 km Schwimmen, 30 km MTB und 10 km Crosslauf |
| 23. Aug. 2014 | 3    | Inferno Triathlon                                  | Berner Oberland |              | Die erste Disziplin, das Schwimmen, musste abgesagt werden – zu tiefe Wassertemperaturen hatten die Durchführung unmöglich gemacht; als Ersatz wurde eine Laufstrecke von 3 km absolviert |
| 27. Okt. 2013 | 19   | Xterra Triathlon World Championships               | Maui            | 02:49:07     | Weltmeisterschaft Cross-Triathlon |
| 17. Aug. 2013 | 1    | Inferno Triathlon                                  | Berner Oberland | 08:42:57,7   | |
| 28. Okt. 2012 | 13   | Xterra Triathlon World Championships               | Maui            |              | Weltmeisterschaft Cross-Triathlon |
| 30. Mai 2010  | 3    | Xterra Triathlon European Championships            | Cala Ginepro    | 02:25:29     | Dritter bei der Europameisterschaft auf Sardinien, trotz Sturz auf dem Rad |
| 25. Okt. 2009 | 7    | Xterra Triathlon World Championships               | Maui            | 02:42:57     | Bester Deutscher auf Hawaii |
| 23. Aug. 2009 | 7    | Xterra Austria Championships                       | Klopeiner See   | 02:32:52,966 | Europameisterschaft Cross-Triathlon |
| 18. Apr. 2009 | 1    | Xterra South Africa Championships                  | Grabouw         |              | Sieg beim ersten Start nach der Winterpause |
| 15. Aug. 2009 | 1    | DTU Deutsche Meisterschaft Cross-Triathlon         | Olbersdorf      | 02:24        | Deutscher Meister; als Zweiter beim Xterra Germany |
| 6. Juli 2008  | 3    | Xterra France Championships                        | Auron           | 02:35:30     | |
| 1. Juni 2008  | 3    | Xterra Triathlon European Championships            | Sardinien       | 02:28:45     | Dritter bei der Europameisterschaft hinter dem Schweizer Olivier Marceau und Nicolas Lebrun bei der Xterra Italy                                                                          |
| 28. Okt. 2007 | 6    | Xterra Triathlon World Championships               | Maui            |              | 1,5 km Schwimmen, 30 km Mountainbike und 11 km Geländelauf |
| 8. Sep. 2007  | 1    | DTU Deutsche Meisterschaft Cross-Triathlon         | Olbersdorf      |              | bei den Xterra Germany Championships |
| 14. Apr. 2007 | 2    | Xterra South Africa Championships                  | Grabouw         |              | |